# Marcos Serrano
Marcos Antonio Serrano (8 de setembro de 1972; Chapela, Redondela, Pontevedra)  é um exciclista Espanhol.

## Biografia

### Primeiros anos
Começou no ciclismo aos sete anos, passando ao profissionalismo em 1993 sendo um dos gregários espanhóis mais destacados de sua época.

### Operação Puerto
No Giro d'Italia de 2006, abandonou a grande volta italiana a noite da sexta-feira 19 de maio (depois da 12.ª etapa), depois de encontrar-se subitamente doente no hotel após o jantar. No comunicado da equipa especificou-se que sofria febre alta e episódios de vómitos, pelo que foi transladado de urgência ao hospital de Tortona , onde permaneceu ingressado o fim de semana. No entanto, a seu regresso a Espanha  esteve ingressado 10 dias num hospital de Vigo, por causa de uma intoxicação medicamentosa, segundo informou-se à Guarda Civil. Nas primeiras horas da doença, a esposa de Serrano enviou um SMS ao doutor Eufemiano Fuentes pedindo-lhe explicações sobre o mau de seu conjugue. Durante a celebração do julgamento da Operação Puerto, o próprio Marcos Serrano declarou que já se encontrava doente ao início do Giro de Itália e que o chamada ao Dr. Fuentes foi para pedir-lhe ajuda e conselho sobre o que os médicos italianos diziam.  Pouco depois, na terça-feira 23 de maio, realizaram-se as primeiras detenções da Operação Puerto, incluídos o Dr. Fuentes e Manolo Saiz, diretor geral da sua equipa. Quando os pesquisadores lhe perguntaram ao corredor por essa situação, o ciclista se negou a colaborar, argumentando que tinha sido vítima de um vírus.
No marco da Operação Puerto, Serrano foi identificado pela Guarda Civil como cliente da rede de dopagem liderada por Eufemiano Fuentes, sob os nomes em chave número 13, Prefeito, MS e SRR.
Serrano não foi sancionado pela Justiça espanhola ao não ser o dopagem um delito em Espanha nesse momento, e também não recebeu nenhuma sanção desportiva ao se negar o juiz instrutor do caso a facilitar aos organismos desportivos internacionais (AMA, UCI) as provas que demonstrariam seu envolvimento como cliente da rede de dopagem.

### Epílogo
Em 2007 alinhou pelo Karpin Galiza, onde disputou sua última temporada como profissional.
Em 24 de julho de 2013 seu nome apareceu no relatório publicado pelo senado francês como um dos trinta ciclistas que teriam dado positivo no Tour de France de 1998 com carácter retroactivo, depois de analisar suas amostras de urina daquele ano com os métodos de deteção de substâncias dopantes atuais.
Em maio de 2013 formou um clube para Escolas, Cadetes e Júnior chamado Redondela Codisoil.

## Palmarés
- 1998
  - Clássica dos Portos

- 1999
  - Volta a Galiza, mais 1 etapa

- 2001
  - Volta a Castela e Leão

- 2004
  - Milano-Torino

- 2005
  - 1 etapa do Tour de France

## Resultados em Grandes Voltas e Campeonatos do Mundo
| Corrida            | 1993 | 1994 | 1995 | 1996 | 1997 | 1998 | 1999 | 2000 | 2001 | 2002 | 2003 | 2004 | 2005  | 2006  | 2007 |
| ------------------ | ---- | ---- | ---- | ---- | ---- | ---- | ---- | ---- | ---- | ---- | ---- | ---- | ----- | ----- | ---- |
| Giro d'Italia      | -    | -    | -    | -    | 8.º  | -    | -    | -    | -    | -    | -    | -    | -     | Ab.   | -    |
| Tour de France     | -    | -    | -    | -    | -    | Ab.  | 25.º | Ab.  | 9.º  | 33.º | 68.º | 54.º | 40.º  | -     | -    |
| Volta a Espanha    | -    | 41.º | 11.º | 11.º | 8.º  | 10.º | 34.º | -    | Ab.  | 38.º | 14.º | 12.º | 18.º  | -     | -    |
| Mundial em Estrada | -    | -    | 23.º | -    | -    | -    | -    | -    | 14.º | 12.º | 46.º | 8.º  | 118.º | 143.º | -    |

-: não participa

Ab.: abandono

## Equipas
- Kelme (1993-1998)
- ONZE (1999-2003)
- Liberty Seguros (2004-2006)
- Karpin Galiza (2007)